# 2 + 2 = 5
2 + 2 = 5 (The Lukewarm.) – trzeci i ostatni singel zespołu Radiohead z ich szóstego albumu studyjnego Hail to the Thief. Utwór uzyskał 15. miejsce na brytyjskiej liście sprzedaży.

## Znaczenie piosenki
Tytuł utworu odzwierciedla symbol nierealności z książki Rok 1984 George'a Orwella. W fabule powieści obywatele autorytarnego państwa zmuszani są do dwójmyślenia, zastępując swoje własne przekonania, narzuconymi przez władzę.
Natomiast cytaty "All hail to the thief, but I'm not" oraz "Don't question my authority" zwróciły uwagę krytyków, na to że utwór odnosi się do wyborów prezydenckich w USA w 2000 roku, kiedy to prezydentem został George W. Bush. Zespół jednogłośnie temu zaprzeczył, a jeden z członków grupy powiedział później w wywiadzie "To byłoby dla nas zbyt proste, żeby obrażać George'a Busha".

## Kompozycja
Metrum utworu zmienia się z 7/8 na 4/4 w 1:54. Na początku piosenki można usłyszeć gitarzystę zespołu, Johnny'ego Greenwooda mówiącego "We're on.", na co wokalista, Thom Yorke, odpowiada "That's a nice way to start, Jonny...".
Ostatni fragment utworu zaczynający się słowami "I try to sing along" posiada gitarowe interludium, które zaczyna się w 2:25, co nawiązuje do tytułu piosenki.

## Lista utworów

### Singel promocyjny
CD
1. "2 + 2 = 5" - 3:21

12"
1. "Sktterbrain" (Four Tet remix)
2. "Remyxomatosis" (Christian Vogel RMX)

### Singel
CD1
1. "2 + 2 = 5" - 3:21
2. "Remyxomatosis" (Christian Vogel RMX) - 5:07
3. "There There" (first demo) - 7:43

CD2
1. "2 + 2 = 5" - 3:21
2. "Skttrbrain" (Four Tet remix) - 4:26
3. "I Will" (Los Angeles version) - 2:14

DVD
1. "2 + 2 = 5" - 3:21
2. "Sit Down Stand Up" (Ed Holdsworth's video)
3. "The Most Gigantic Lying Mouth of All Time" (excerpt)